# Lech Kaczyński
Lech Aleksander Kaczyński (pronunție poloneză: [ˈlɛx alɛkˈsandɛr kaˈt͡ʂɨj̃skʲi]; n. 18 iunie 1949, Varșovia, Polonia – d. 10 aprilie 2010, Smolensk, Regiunea Smolensk, Rusia) a fost președintele Poloniei între 2005-2010. A fost copreședintele partidului Prawo i Sprawiedliwość (română Dreptate și Justiție). Kaczyński a fost ales ca primar al Varșoviei în 2002, mandatul său expirând pe 23 decembrie 2005, când a fost ales ca președintele Poloniei. A murit într-un accident aviatic la Smolensk.

## Tinerețea
Lech Kaczyński s-a născut (împreună cu fratele său geamăn Jarosław, fost Prim-ministru al Poloniei și actualul președinte al partidului „Dreptate și Justiție”) în Żoliborz, Varșovia, ca fiu al lui Rajmund, un inginer care a luptat în armata teritorială (Armia Krajowa) în cel de al Doilea Război Mondial și în Insurecția din Varșovia și al Jadwigei, psiholog la Academia Poloneză de Științe.
În copilărie, în 1962 a jucat, împreună cu fratele său geamăn, rolul a doi gemeni în filmul polonez Cei doi care au furat luna (în poloneză O dwóch takich, co ukradli księżyc).
Lech Kaczyński a absolvit dreptul și administrația la Universitatea din Varșovia. În anul 1980 și-a luat doctoratul la Universitatea din Gdańsk. În 1990 a obținut învestitura (engleză habilitation) în dreptul muncii. Ulterior a devenit profesor universitar la Universitatea din Gdańsk și Universitatea Cardinal Stefan Wyszyński din Varșovia.

## Opoziția anticomunistă
La sfârșitul anilor 1970 Lech și fratele său au activat amândoi în opoziția anticomunistă. După impunerea legii marțiale în decembrie 1981, Lech a fost închis, împreună cu alte câteva mii de militanți ai Solidarității. După eliberare, a devenit, împreună cu fratele său, un colaborator apropiat al lui Lech Walesa în cadrul Solidarității. Deoarece la începutul anilor 1990 între ei și Lech Walesa au apărut divergențe, Lech și Jarosław au fondat în 2001 partidul „Dreptate și Justiție”, devenit între timp cel mai important partid polonez.

## Primar al Varșoviei
În 2002 Lech Kaczyński a fost ales cu o mare majoritate primar al Varșoviei. Și-a început activitatea declarând război corupției. A sprijinit construirea Muzeului Insurecției din Varșovia, iar în 2004 a numit un comitet de istorici care să estimeze distrugerile făcute în Varșovia de germani în cel de al Doilea Război Mondial (se estimează că 85 % din oraș a fost distrus în timpul Insurecției din Varșovia) ca o reacție la protestele germanilor privind expulzarea lor din Polonia după război. Comitetul a apreciat că pierderile au fost de cel puțin 45,3 miliarde de euro. De asemenea, a susținut construcția Muzeului Evreilor Polonezi prin donarea terenului necesar.

## Președinte al Poloniei
Lech Kaczynski a câștigat alegerile prezidențiale la 23 octombrie 2005. În primul său discurs ca președinte ales, Kaczyński a declarat că are două țeluri principale pentru termenul său: reducerea corupției, „fenomenul patologic din Polonia care este la un nivel periculos”, și astâmpărarea diviziunilor sociale care s-au făcut mai semnificative în ultimii 15 ani. De asemenea, Kaczyński a spus că vrea să aibă relații mai strânse cu Statele Unite ale Americii.

## Decesul
În 10 aprilie 2010, avionul Tupolev Tu-154 care îi transporta pe președintele Kaczyński și pe soția sa, Maria Kaczyńska, a decolat de la Varșovia și s-a prăbușit în apropiere de baza aeriană Smolensk la ora locală 10:56 (9:56 ora României). Accidentul a avut loc în condiții de ceață la aproximativ 1,5 km de aeroport. 
Guvernatorul regiunii Smolensk a declarat pentru canalul Vesti-24 că nu au existat supraviețuitori. Avionul transporta 88 de pasageri, printre care Guvernatorul Băncii naționale a Poloniei, Sławomir Skrzypek, și ministrul adjunct de externe Andrzej Kremer. Aceștia urmau să participe la comemorarea a 70 de ani de la masacrul de la Katyń.